# Französische Rugby-Union-Meisterschaft 1982/83
Die Saison 1982/83 war die 84. Austragung der französischen Rugby-Union-Meisterschaft (französisch Championnat de France de rugby à XV). Sie umfasste 40 Mannschaften in der obersten Liga (der heutigen Top 14).
Zwar bestand die erste Division wie in den Vorjahren nominell aus zwei Stärkeklassen mit je 40 Mannschaften. Da sich aber keine Mannschaften aus der unteren Stärkeklasse für die Finalphase qualifizieren konnten, ergab sich dadurch faktisch eine Zweiteilung.
Die Meisterschaft begann mit der Gruppenphase, bei der in vier Gruppen je zehn Mannschaften gegeneinander antraten. Die Erst- und Zweitplatzierten qualifizierten sich direkt für das Achtelfinale, die Dritt- bis Sechstklassierten trugen eine Barrage um die Teilnahme an der Finalphase aus, die Zehntklassierten mussten in die untere Stärkeklasse der folgenden Saison absteigen. In der Finalphase wurden zunächst Achtel-, Viertel- und Halbfinale ausgetragen. Im Endspiel, das am 28. Mai 1983 im Parc des Princes in Paris stattfand, trafen die zwei Halbfinalsieger aufeinander und spielten um den Bouclier de Brennus. Dabei setzte sich die AS Béziers gegen den RRC Nice durch und errang zum zehnten Mal den Meistertitel.

## Gruppenphase
|     | Team                  | Siege | Unent. | Ndlg. | Spiel- punkte | Diff. | Tabellen- punkte |
| --- | --------------------- | ----- | ------ | ----- | ------------- | ----- | ---------------- |
| 01. | RRC Nice              | 13    | 1      | 4     | 434:178       | + 256 | 27               |
| 02. | RC Narbonne           | 13    | 0      | 5     | 402:202       | + 200 | 26               |
| 03. | SU Agen               | 12    | 1      | 5     | 394:163       | + 231 | 25               |
| 04. | SC Angoulême          | 9     | 2      | 7     | 218:256       | − 38  | 20               |
| 05. | FC Oloron             | 8     | 2      | 8     | 200:257       | − 57  | 18               |
| 06. | SC Tulle              | 8     | 0      | 10    | 236:343       | − 107 | 16               |
| 07. | Boucau Tarnos Stade   | 7     | 0      | 11    | 254:271       | − 17  | 14               |
| 08. | US Carcassonne        | 7     | 0      | 11    | 251:305       | − 54  | 14               |
| 09. | RC Nîmes              | 6     | 1      | 11    | 143:383       | − 240 | 13               |
| 10. | Racing Club de France | 3     | 1      | 14    | 195:369       | − 174 | 7                |

|     | Team               | Siege | Unent. | Ndlg. | Spiel- punkte | Diff. | Tabellen- punkte |
| --- | ------------------ | ----- | ------ | ----- | ------------- | ----- | ---------------- |
| 01. | AS Béziers         | 12    | 1      | 5     | 387:194       | + 193 | 25               |
| 02. | US Montauban       | 11    | 1      | 6     | 271:245       | + 26  | 23               |
| 03. | Aviron Bayonnais   | 11    | 0      | 7     | 355:279       | + 76  | 22               |
| 04. | Stade Toulousain   | 10    | 1      | 7     | 265:179       | + 86  | 21               |
| 05. | RC Toulon          | 10    | 0      | 8     | 328:224       | + 104 | 20               |
| 06. | FC Lourdes         | 10    | 0      | 8     | 242:238       | + 4   | 20               |
| 07. | Biarritz Olympique | 9     | 0      | 9     | 208:244       | − 36  | 18               |
| 08. | La Voulte Sportif  | 6     | 1      | 11    | 243:421       | − 178 | 13               |
| 09. | Stade Montois      | 6     | 0      | 12    | 305:387       | − 82  | 12               |
| 10. | FC Auch            | 3     | 0      | 15    | 189:382       | − 193 | 6                |

|     | Team                | Siege | Unent. | Ndlg. | Spiel- punkte | Diff. | Tabellen- punkte |
| --- | ------------------- | ----- | ------ | ----- | ------------- | ----- | ---------------- |
| 01. | FC Grenoble         | 13    | 0      | 5     | 353:208       | + 145 | 26               |
| 02. | Stadoceste Tarbais  | 12    | 0      | 6     | 330:192       | + 138 | 24               |
| 03. | Stade Aurillacois   | 9     | 2      | 7     | 318:215       | + 103 | 20               |
| 04. | AS Montferrand      | 9     | 0      | 9     | 212:268       | − 56  | 18               |
| 05. | CA Bègles           | 8     | 1      | 9     | 250:205       | + 45  | 17               |
| 06. | US Tyrosse          | 8     | 0      | 10    | 212:289       | − 77  | 16               |
| 07. | Castres Olympique   | 8     | 0      | 10    | 169:296       | − 127 | 16               |
| 08. | Stade Rochelais     | 7     | 1      | 10    | 235:231       | + 4   | 15               |
| 09. | CS Bourgoin-Jallieu | 7     | 0      | 11    | 209:253       | − 44  | 14               |
| 10. | SC Albi             | 7     | 0      | 11    | 186:317       | − 131 | 14               |

|     | Team            | Siege | Unent. | Ndlg. | Spiel- punkte | Diff. | Tabellen- punkte |
| --- | --------------- | ----- | ------ | ----- | ------------- | ----- | ---------------- |
| 01. | Section Paloise | 11    | 1      | 6     | 326:236       | + 90  | 23               |
| 02. | SC Graulhet     | 11    | 0      | 7     | 334:217       | + 117 | 22               |
| 03. | USA Perpignan   | 10    | 2      | 6     | 386:170       | + 216 | 22               |
| 04. | Stade Bagnérais | 11    | 0      | 7     | 279:232       | + 47  | 22               |
| 05. | US Dax          | 11    | 0      | 7     | 330:220       | + 110 | 22               |
| 06. | US Bressane     | 9     | 2      | 7     | 283:319       | − 36  | 20               |
| 07. | US Romans       | 8     | 1      | 9     | 228:276       | − 48  | 17               |
| 08. | CA Brive        | 8     | 0      | 10    | 235:250       | − 15  | 16               |
| 09. | Avenir Aturin   | 6     | 1      | 11    | 277:395       | − 118 | 13               |
| 10. | Valence Sportif | 1     | 1      | 16    | 154:517       | − 363 | 3                |

## Barrage
| Datum          | Begegnung                        | Ergebnis |
| -------------- | -------------------------------- | -------- |
| 10. April 1983 | USA Perpignan – RC Toulon        | 13:09    |
| 10. April 1983 | Stade Toulousain – FC Oloron     | 20:09    |
| 10. April 1983 | Aviron Bayonnais – SC Tulle      | 13:06    |
| 10. April 1983 | SC Angoulême – FC Lourdes        | 18:20    |
| 10. April 1983 | Stade Aurillacois – US Bressane  | 10:12    |
| 10. April 1983 | US Dax – CA Bègles               | 15:16    |
| 10. April 1983 | AS Montferrand – Stade Bagnérais | 07:03    |
| 10. April 1983 | SU Agen – US Tyrosse             | 27:12    |

## Finalphase

### Achtelfinale
| Datum                         | Begegnung                          | Hinspiel | Rückspiel | Gesamt |
| ----------------------------- | ---------------------------------- | -------- | --------- | ------ |
| 17. April 1983 24. April 1983 | Stadoceste Tarbais – USA Perpignan | 09:03    | 11:31     | 20:34  |
| 17. April 1983 24. April 1983 | AS Béziers – Stade Toulousain      | 03:0     | 12:06     | 15:06  |
| 17. April 1983 24. April 1983 | Aviron Bayonnais – US Montauban    | 27:03    | 13:06     | 40:09  |
| 17. April 1983 24. April 1983 | FC Lourdes – FC Grenoble           | 15:10    | 31:12     | 46:22  |
| 17. April 1983 24. April 1983 | RRC Nice – US Bressane             | 47:09    | 32:21     | 79:30  |
| 17. April 1983 24. April 1983 | Section Paloise – CA Bègles        | 11:06    | 13:12     | 24:18  |
| 17. April 1983 24. April 1983 | AS Montferrand – RC Narbonne       | 21:12    | 09:21     | 30:33  |
| 17. April 1983 24. April 1983 | SU Agen – SC Graulhet              | 15:15    | 07:06     | 22:21  |

### Viertelfinale
| Datum        | Begegnung                     | Ergebnis |
| ------------ | ----------------------------- | -------- |
| 14. Mai 1983 | USA Perpignan – AS Béziers    | 00:07    |
| 14. Mai 1983 | Aviron Bayonnais – FC Lourdes | 13:12    |
| 14. Mai 1983 | RRC Nice – Section Paloise    | 19:15    |
| 14. Mai 1983 | RC Narbonne – SU Agen         | 21:27    |

### Halbfinale
| Datum        | Begegnung                     | Ergebnis |
| ------------ | ----------------------------- | -------- |
| 21. Mai 1983 | AS Béziers – Aviron Bayonnais | 19:12    |
| 21. Mai 1983 | RRC Nice – SU Agen            | 18:12    |

### Finale
| 28. Mai 1983 | AS Béziers                                                                     | 14 : 6        | RRC Nice                                            | Parc des Princes, Paris Zuschauer: 43.100 Schiedsrichter: René Hourquet |
| 28. Mai 1983 | Versuche: Vachier (1) Escande (1) Straftritte: Fort (1) Dropgoals: Escande (1) | (7:6) Bericht | Straftritte: Pédeutour (1) Dropgoals: Pédeutour (1) | Parc des Princes, Paris Zuschauer: 43.100 Schiedsrichter: René Hourquet |

Aufstellungen
AS Béziers:

Startaufstellung: Marc Andrieu, Jean-Michel Bagnaud, Philippe Bonhoure, Jean-Marc Cordier, Philippe Escande, Michel Fabre, Patrick Fort, Fabrice Joguet, Pierre Lacans, Jean-Louis Martin, Diego Minaro, Michel Palmié, Philippe Vachier, Armand Vaquerin, Jean-Paul Wolff 

Auswechselspieler: Philippe Chamayou, Serge Doumayrou, Didier Farenq, Jean-Paul Medina, Éric Piazza, Christian Prax
RRC Nice:

Startaufstellung: Jean-Luc Bony, Éric Buchet, Philippe Buchet, Tony Catoni, Roger Charpentier, Patrick Barthélémy, Didier Félix, Bernard Herrero, Jean Méry, Jean-Charles Orso, Pierre Pédeutour, Jean-Paul Pelloux, François Pierre, Patrick Trautmann, Alain Vallet 

Auswechselspieler: Jean-Claude Baruteau, Georges Lauribe, Pierre Mousain, Christian Panzavolta, Alain Sudre, Jean-François Tordo